# Logogramma
Un logogramma (o logogràfo) è l'unità minima (grafema) di un sistema di scrittura logografico: ad ogni logogramma corrisponde un morfema o una parola.
Una caratteristica dei logogrammi è che un singolo logogramma può essere usato in una pluralità di lingue per raffigurare parole con significati simili; ciò vale anche per gli alfabeti, ma il grado con cui possono condividere rappresentazioni identiche per parole con varie pronunce è molto più limitato.
Esempi di logogrammi sono le cifre indo-arabiche (1, 2, 3, 0 ecc.) oppure i segni @, $, §, ai quali ogni lingua associa un suono diverso, pur mantenendo inalterato il contenuto semantico. Esempi per poter disambiguare: il segnale stradale 'STOP' è un logogramma perché contiene una parola assunta a designatore rigido; anche la freccia stradale è sempre un designatore rigido, ma è ideogramma traducibile lessicalmente (destra, sinistra, sopra, sotto, direzione continua o dritta); il segno sincretico della farmacia sarebbe un pittogramma, in quanto può includere aspetti simbolici attribuiti alla pericolosità delle sostanze e quindi contiene pseudo-designatori rigidi come la croce (con valenza sincretica tra segno topologico e semema ideografico 'salvezza'), il colore verde della panacea e a volte il serpente che distingue l'ordine delle conoscenze, delle competenze e delle abilitazioni volte a praticare la funzione.
Diffuso è l'uso del termine ideogramma per indicare un segno che rappresenta un'idea: i linguisti tendono ad escludere l'opinione che un sistema di scrittura possa codificare direttamente un'idea senza avere da tramite la lingua e quindi generalmente preferiscono scartare la possibilità di una "ideografia" e il connesso termine "ideogramma", nonostante sia comunemente usato.
Nel caso del sistema di scrittura cinese, nello specifico si usa la locuzione caratteri cinesi o il vocabolo "sinogrammi", entrambi traduzione della parola cinese hanzi (漢字T, 汉字S, hànzìP), con cui si indica il sistema grafico in questione.

## Sistemi logografici
I sistemi logografici includono i primi sistemi di scrittura; le prime civiltà storiche del Vicino Oriente, Africa, Cina e America Centrale usarono una qualche forma di scrittura logografica.

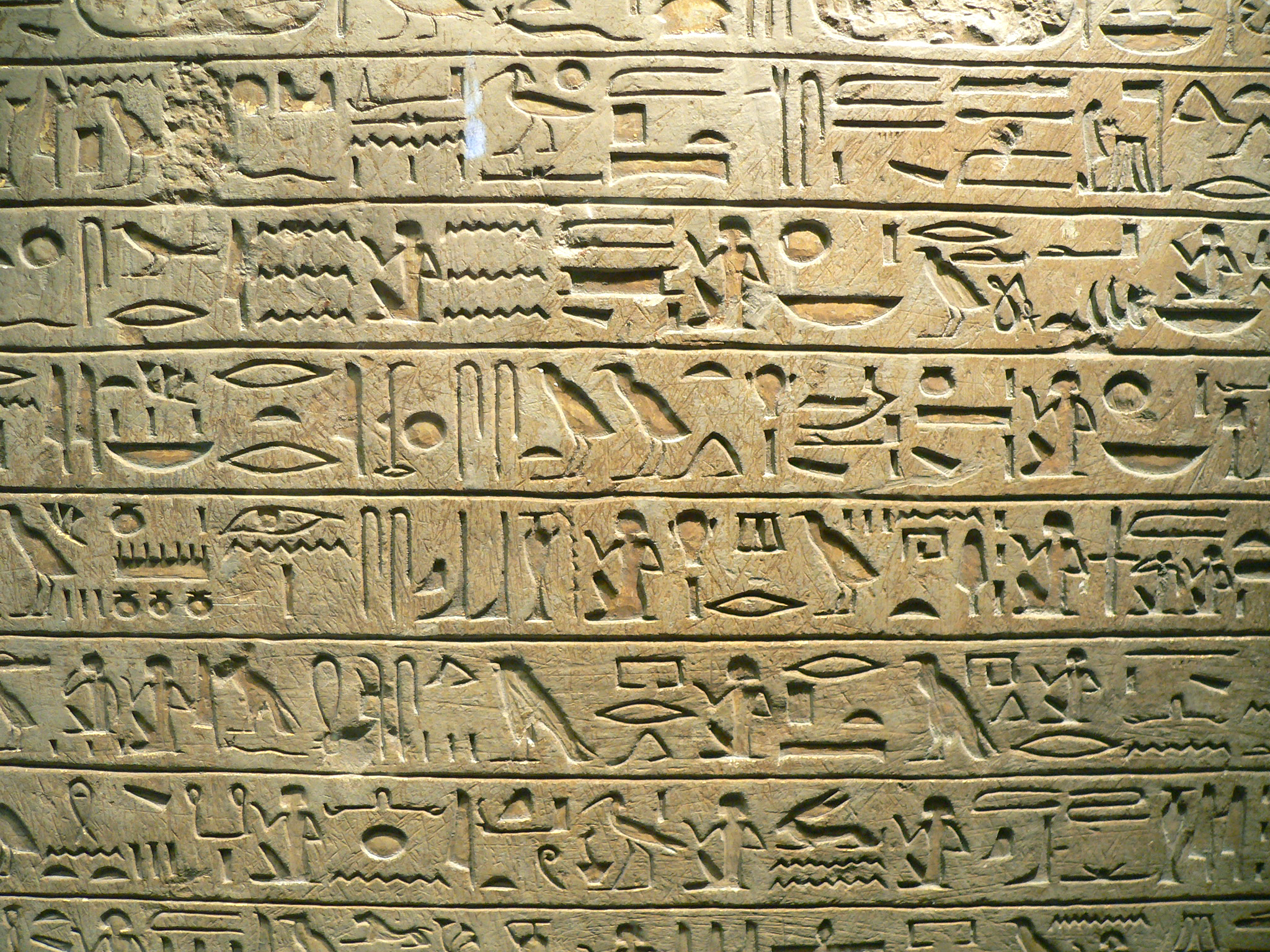
Geroglifici egiziani, che hanno le loro origini come logogrammi

Una scrittura puramente logografica sarebbe impraticabile per molte altre lingue, e nessuna è nota, eccezione di quella ideata per la lingua artificiale Toki Pona, che è una lingua volutamente limitata con solo 120 morfemi. Tutti i caratteri logografici mai usati per le lingue naturali si basano sul principio rebus per estendere un insieme relativamente limitato di logogrammi: un sottoinsieme di caratteri viene utilizzato per i loro valori fonetici, consonantici o sillabici. Il termine logosillabario è usato per enfatizzare la natura parzialmente fonetica di questi caratteri quando il dominio fonetico è la sillaba. Sia per gli antichi geroglifici egizi che per il cinese, c'è stato lo sviluppo aggiuntivo di determinativi, che sono combinati con logogrammi per restringere il loro possibile significato. In cinese, sono fusi con elementi logografici usati foneticamente; questi personaggi " radicali e fonetici" costituiscono la maggior parte della sceneggiatura. Entrambe le lingue hanno relegato l'uso attivo di rebus all'ortografia di parole straniere e dialettiche.
I sistemi di scrittura logografica includono:
- Scritti logoconsonantici
Si tratta di scritture in cui i grafemi possono essere estesi foneticamente secondo le consonanti delle parole che rappresentano, ignorando le vocali. Ad esempio, il seguente carattere egiziano | G38 |
era usato per scrivere sia sȝ 'anatra' che sȝ 'figlio', sebbene sia probabile che queste parole non fossero pronunciate allo stesso modo tranne che per le loro consonanti. I principali esempi di caratteri logoconsonantici sono:
  - Geroglifici, ieratici e demotici: l'antico Egitto

- Scritti logosillabici
  - Si tratta di scritture in cui i grafemi rappresentano morfemi, spesso morfemi polisillabici, ma quando estesi foneticamente rappresentano singole sillabe. Loro includono:
    - Geroglifici anatolici: luvio
    - Cuneiforme: sumerico, accadico, altre lingue semitiche, elamitica, ittita, luvio, urrita e urartico
    - Glifi Maya: Chorti, Yucatec e altre lingue Maya classiche
    - Caratteri Han: cinese, coreano, giapponese, vietnamita, Zhuang
    - Derivati dei caratteri Han:
      - nôm: Vietnam
      - Scritti Dongba scritto con carattere Geba: lingua Naxi (il Dongba stesso è pittografico)
      - Sceneggiatura Jurchen: Jurchen
      - Khitan, caratteri grandi: Khitan
      - Sawndip: lingue Zhuang
      - Carattere Shui: lingua Shui
      - Carattere Tangut: linguaggio Tangut

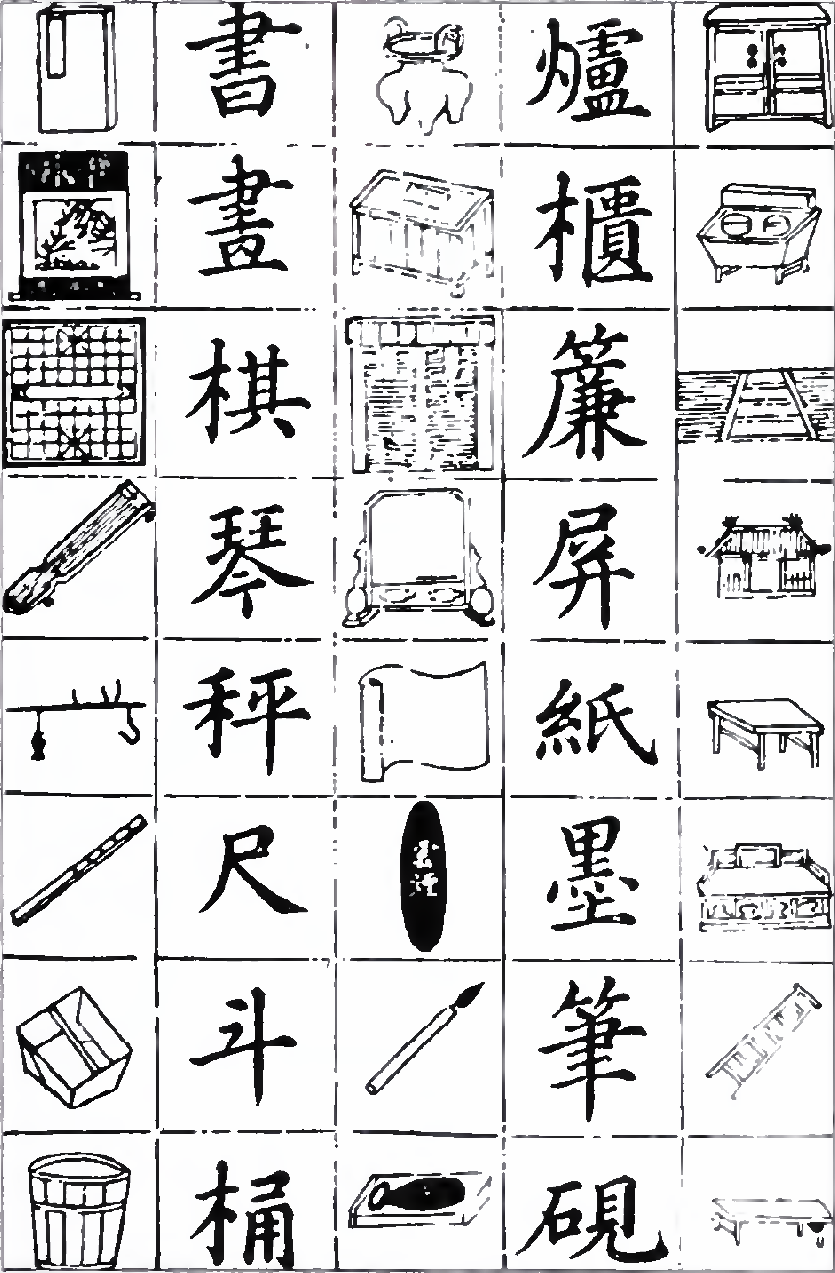
Estratto di stampa da un primer del 1436 sui caratteri cinesi

      - Yi (classico): varie lingue Yi Estratto di stampa da un primer del 1436 sui caratteri cinesiNessuno di questi sistemi è puramente logografico. Questo può essere illustrato con il cinese. Non tutti i caratteri cinesi rappresentano morfemi: alcuni morfemi sono composti da più di un carattere. Ad esempio, la parola cinese per ragno, 蜘蛛 zhīzhū, è stata creata fondendo il rebus 知 朱 zhīzhū (letteralmente "conosci il cinabro") con il determinante "insetto"虫. Né *蜘 zhī né *蛛 zhū possono essere usati separatamente nel cinese parlato moderno (eccetto per sostituire 蜘蛛 come parola radice, ad esempio 蛛丝 significa seta di ragno). In cinese arcaico, si può trovare il contrario: un singolo carattere che rappresenta più di un morfema. Un esempio è il cinese arcaico 王 hjwangs (che significa proclamarsi re), una combinazione di un morfema hjwang che significa re (casualmente anche scritto王) e un suffisso pronunciato/s /. (Il suffisso è conservato nel tono decrescente moderno.) Nel mandarino moderno, le sillabe bimorfiche sono sempre scritte con due caratteri, ad esempio 花儿 huār 'fiore [diminutivo]'.

Un peculiare sistema di logogrammi sviluppato all'interno dei caratteri Pahlavi (sviluppato dall'abjad aramaico) utilizzati per scrivere il persiano medio durante gran parte del periodo sassanide; i logogrammi erano composti da lettere che componevano la parola in aramaico ma si pronunciavano come in persiano (ad esempio, la combinazione mlk sarebbe stata pronunciata "shah"). Questi logogrammi, chiamati hozwārishn (una forma di eterogrammi), sono stati dispensati con tutto dopo la conquista araba della Persia e l'adozione di una variante dell’arabo. I logogrammi sono usati nella stenografia moderna per rappresentare parole comuni. Inoltre, i numeri e i simboli matematici sono logogrammi: 1 "uno", 2 "due", + "più", = "uguale" e così via. In inglese, la e commerciale & è usata per 'and' e (come in molte lingue) per il latino et (come in & c per eccetera), % per 'percent' ('per cento'), # per 'numero' (o 'pound', tra gli altri significati), § per 'section', per "euro", £ per "sterlina", ° per "laurea", @ per "a" e così via.

## Dimensioni semantiche e fonetiche
Tutti i sistemi logografici storici includono una dimensione fonetica, poiché non è pratico avere un carattere di base separato per ogni parola o morfema in una lingua. In alcuni casi, come il cuneiforme come è stato usato per l'accadico, la stragrande maggioranza dei glifi sono usati per i loro valori sonori piuttosto che logograficamente. Molti sistemi logografici hanno anche una componente semantica/ideografica, chiamata "determinativa" nel caso degli egiziani e "radicale" nel caso dei cinesi.
L'uso tipico egiziano era quello di aumentare un logogramma, che può potenzialmente rappresentare più parole con pronunce diverse, con un determinato per restringere il significato e una componente fonetica per specificare la pronuncia. Nel caso del cinese, la stragrande maggioranza dei caratteri è una combinazione fissa di un radicale che indica la sua categoria nominale, più una fonetica per dare un'idea della pronuncia. Il sistema Maya utilizzava logogrammi con complementi fonetici come l'egiziano, pur mancando di componenti ideografiche

## Caratteri cinesi
Gli studiosi cinesi hanno tradizionalmente classificato i caratteri cinesi (hànzì) in sei tipi per etimologia.
I primi due tipi sono "corpo singolo", il che significa che il personaggio è stato creato indipendentemente dagli altri personaggi. I pittogrammi e gli ideogrammi "a corpo unico" costituiscono solo una piccola parte dei logogrammi cinesi. Più produttivi per la scrittura cinese erano i due metodi "composti", ovvero il personaggio veniva creato assemblando caratteri diversi. Nonostante siano chiamati "composti", questi logogrammi sono ancora caratteri singoli e sono scritti per occupare la stessa quantità di spazio di qualsiasi altro logogramma. Gli ultimi due tipi sono metodi nell'uso dei personaggi piuttosto che nella formazione dei personaggi stessi. Estratto di stampa da un primer del 1436 sui caratteri cinesi
1. Il primo tipo, e il tipo più spesso associato alla scrittura cinese, sono i pittogrammi, che sono rappresentazioni pittoriche del morfema rappresentato, ad esempio山 per "montagna".
2. Il secondo tipo sono gli ideogrammi che tentano di visualizzare concetti astratti, come 上 'su' e下 'giù'. Sono considerati ideogrammi anche i pittogrammi con un indicatore ideografico; per esempio, 刀 è un pittogramma che significa "coltello", mentre 刃è un ideogramma che significa "lama".
3. Composti radicali-radicali, in cui ogni elemento del carattere (chiamato radicale) accenna al significato. Ad esempio, 休 "riposo" è composto dai caratteri per "persona" (人) e "albero" (木), con l'idea di qualcuno che si appoggia a un albero, cioè che riposa.
4. Composti radicali-fonetici, in cui un componente (il radicale) indica il significato generale del carattere, e l'altro (il fonetico) accenna alla pronuncia. Un esempio è 樑 (liáng), dove il fonetico 梁 liáng indica la pronuncia del carattere e il radicale 木 ('legno') indica il suo significato di 'trave portante'. I caratteri di questo tipo costituiscono circa il 90% dei logogrammi cinesi[4].
5. I caratteri di annotazione modificata sono caratteri che originariamente erano lo stesso carattere ma si sono biforcate attraverso una deriva ortografica e spesso semantica. Ad esempio, 樂 può significare sia "musica" (yuè) che "piacere" (lè).
6. I caratteri improvvisati (lett. "Parole prese in prestito") entrano in uso quando una parola parlata nativa non ha un carattere corrispondente, e quindi un altro carattere con lo stesso suono o un suono simile (e spesso un significato stretto) viene "preso in prestito"; occasionalmente, il nuovo significato può soppiantare il vecchio significato. Ad esempio,自era una parola pittografica che significa "naso", ma è stata presa in prestito per significare "sé", ed è ora usata quasi esclusivamente per indicare quest'ultimo; il significato originale sopravvive solo in frasi standard e composti più arcaici. A causa del loro processo di derivazione, l'intero set di kana giapponese può essere considerato di questo tipo di carattere, da cui il nome kana. Esempio: giapponese 仮 名;è una forma semplificata del cinese 假 usata in Corea e Giappone, e 假借 è il nome cinese di questo tipo.

Il metodo più produttivo di scrittura cinese, il radicale-fonetico, è stato reso possibile ignorando alcune distinzioni nel sistema fonetico delle sillabe. In cinese antico, le consonanti di desinenza post-finale/s/e/ʔ/erano tipicamente ignorate; questi si sono sviluppati in toni nel cinese medio, che sono stati ugualmente ignorati quando sono stati creati nuovi caratteri. Sono state inoltre ignorate le differenze nell'aspirazione (tra ostruenti aspirati o non aspirati e sonorità sonore o sorde); la differenza in cinese antico tra sillabe di tipo A e tipo B (spesso descritta come presenza o assenza di palatalizzazione o faringealizzazione); e talvolta, la voce di ostruenti iniziali e/o la presenza di un/r/mediale dopo la consonante iniziale. In passato, era generalmente consentita una maggiore libertà fonetica. Durante il cinese medio, i caratteri di nuova creazione tendevano a corrispondere esattamente alla pronuncia, a parte il tono, spesso usando come componente fonetico un carattere che è esso stesso un composto radicale-fonetico.
A causa del lungo periodo di evoluzione del linguaggio, tali componenti "accenni" all'interno dei caratteri forniti dai composti radicali-fonetici sono talvolta inutili e possono essere fuorvianti nell'uso moderno. Ad esempio, in base a 每 'ogni', pronunciato měi in mandarino standard, ci sono i caratteri 侮 'umiliare', 悔 'rimpiangere' e 海 'mare', pronunciati rispettivamente wǔ, huǐ e hǎi in mandarino. Tre di questi caratteri sono stati pronunciati in modo molto simile nell'antico cinese: /mˤəʔ/ (每),/m̥ˤəʔ/} (悔) e/m̥ˤəʔ /} (海) secondo una ricostruzione di William H. Baxter e Laurent Sagart, ma i cambiamenti sonori negli ultimi 3000 anni (inclusi due diversi sviluppi dialettali, nel caso degli ultimi due caratteri) hanno prodotto pronunce radicalmente diverse.

### Caratteri cinesi usati in giapponese e coreano
Nel contesto della lingua cinese, i caratteri cinesi (noti come hanzi) rappresentano in generale parole e morfemi piuttosto che idee pure; tuttavia, l'adozione dei caratteri cinesi da parte delle lingue giapponese e coreana (dove sono conosciuti rispettivamente come kanji e hanja) ha provocato alcune complicazioni a questa immagine.
Molte parole cinesi, composte da morfemi cinesi, furono prese in prestito in giapponese e coreano insieme alle loro rappresentazioni di carattere; in questo caso, i morfemi e i caratteri sono stati presi in prestito insieme. In altri casi, tuttavia, i caratteri sono stati presi in prestito per rappresentare morfemi nativi giapponesi e coreani, sulla base del solo significato. Di conseguenza, un singolo carattere può finire per rappresentare più morfemi di significato simile ma con origini diverse in diverse lingue.

### Differenze nell'elaborazione dei linguaggi logografici e fonologici
Poiché molte ricerche sull'elaborazione del linguaggio si sono concentrate sull'inglese e su altre lingue alfabetiche, molte teorie sull'elaborazione del linguaggio hanno sottolineato il ruolo della fonologia (ad esempio WEAVER ++) nella produzione del discorso. Linguaggi logografici contrastanti, in cui un singolo carattere è rappresentato foneticamente e ideograficamente, con linguaggi fonetici ha prodotto intuizioni su come lingue diverse si basano su diversi meccanismi di elaborazione. Gli studi sull'elaborazione dei linguaggi logografici hanno tra l'altro esaminato le differenze neurobiologiche nell'elaborazione, con un'area di particolare interesse che è la lateralizzazione emisferica. Poiché le lingue logografiche sono più strettamente associate alle immagini rispetto alle lingue alfabetiche, diversi ricercatori hanno ipotizzato che l'attivazione del lato destro dovrebbe essere più prominente nelle lingue logografiche. Sebbene alcuni studi abbiano prodotto risultati coerenti con questa ipotesi, ci sono troppi risultati contrastanti per trarre conclusioni finali sul ruolo della lateralizzazione emisferica nei linguaggi ortografici rispetto a quelli fonetici..
Un altro argomento a cui è stata prestata una certa attenzione sono le differenze nel trattamento degli omofoni. Verdonschot et al. esaminato le differenze nel tempo necessario per leggere un omofono ad alta voce quando un'immagine che era correlata o non correlata a un personaggio omofonico veniva presentata prima del personaggio. Sono stati esaminati omofoni sia giapponesi che cinesi. Considerando che la produzione di parole di lingue alfabetiche (come l'inglese) ha mostrato un'immunità relativamente robusta agli effetti degli stimoli di contesto, Verdschot et al. ha scoperto che gli omofoni giapponesi sembrano particolarmente sensibili a questi tipi di effetti. In particolare, i tempi di reazione erano più brevi quando ai partecipanti veniva presentata un'immagine fonologicamente correlata prima che gli fosse chiesto di leggere un personaggio bersaglio ad alta voce. Un esempio di uno stimolo fonologicamente correlato dallo studio sarebbe ad esempio quando ai partecipanti è stata presentata un'immagine di un elefante, che si pronuncia zou in giapponese, prima di essere presentata con il carattere cinese造, che si legge anche zou. Nessun effetto di immagini di contesto fonologicamente correlate è stato trovato per i tempi di reazione per la lettura di parole cinesi. Un confronto tra le lingue logografiche giapponese e cinese è interessante perché mentre la lingua giapponese è composta da oltre il 60% di eterofoni omografici (caratteri che possono essere letti in due o più modi diversi), la maggior parte dei caratteri cinesi ha una sola lettura. Poiché entrambe le lingue sono logografiche, la differenza di latenza nella lettura ad alta voce del giapponese e del cinese dovuta agli effetti del contesto non può essere attribuita alla natura logografica delle lingue. Invece, gli autori ipotizzano che la differenza nei tempi di latenza sia dovuta a costi di elaborazione aggiuntivi in giapponese, dove il lettore non può fare affidamento esclusivamente su un percorso ortografico-fonologico diretto, ma è necessario accedere anche alle informazioni a livello lessicale-sintattico per scegliere la pronuncia corretta. Questa ipotesi è confermata da studi che hanno scoperto che i giapponesi malati di Alzheimer, la cui comprensione dei caratteri si era deteriorata, potevano ancora leggere le parole ad alta voce senza particolari difficoltà.
Gli studi che contrastano l'elaborazione di omofoni inglesi e cinesi in compiti decisionali lessicali hanno trovato un vantaggio per l'elaborazione di omofoni in cinese e uno svantaggio per l'elaborazione di omofoni in inglese. Lo svantaggio di elaborazione in inglese è solitamente descritto in termini di relativa mancanza di omofoni in lingua inglese. Quando si incontra una parola omofonica, viene prima attivata la rappresentazione fonologica di quella parola. Tuttavia, poiché si tratta di uno stimolo ambiguo, è necessario un abbinamento a livello ortografico/lessicale ("dizionario mentale") prima che lo stimolo possa essere disambiguato e si possa scegliere la pronuncia corretta. Al contrario, in una lingua (come il cinese) in cui esistono molti caratteri con la stessa lettura, si ipotizza che la persona che legge il personaggio avrà più familiarità con gli omofoni e che questa familiarità aiuterà l'elaborazione del carattere e il selezione successiva della pronuncia corretta, che porta a tempi di reazione più brevi durante la partecipazione allo stimolo. condotto una serie di esperimenti utilizzando il giapponese come lingua target. Durante il controllo per familiarità, hanno trovato un vantaggio di elaborazione per gli omofoni rispetto ai non omofoni in giapponese, simile a quello che è stato precedentemente trovato in cinese. I ricercatori hanno anche verificato se gli omofoni ortograficamente simili avrebbero prodotto uno svantaggio nell'elaborazione, come è avvenuto con gli omofoni inglesi, ma non ha trovato prove per questo. È evidente che c'è una differenza nel modo in cui gli omofoni vengono elaborati nelle lingue logografiche e alfabetiche, ma se il vantaggio per l'elaborazione degli omofoni nelle lingue logografiche giapponese e cinese è dovuto alla natura logografica degli carattere, o se riflette semplicemente resta da vedere il vantaggio per le lingue con più omofoni indipendentemente dalla natura della scrittura.

## Vantaggi e svantaggi

### Separare scrittura e pronuncia
La principale differenza tra i logogrammi e altri sistemi di scrittura è che i grafemi non sono collegati direttamente alla loro pronuncia. Un vantaggio di questa separazione è che la comprensione della pronuncia o della lingua dello scrittore non è necessaria, ad esempio 1 è compreso indipendentemente dal fatto che venga chiamato uno, ichi o wāḥid dal lettore. Allo stesso modo, le persone che parlano diverse varietà di cinese potrebbero non capirsi a vicenda nel parlare, ma possono farlo in misura significativa per iscritto anche se non scrivono in cinese standard.
Questa separazione, però, ha anche il grande svantaggio di richiedere la memorizzazione dei logogrammi quando si impara a leggere e scrivere, separatamente dalla pronuncia. Sebbene non sia una caratteristica intrinseca dei logogrammi, ma a causa della sua storia di sviluppo unica, il giapponese ha l'ulteriore complicazione che quasi ogni logogramma ha più di una pronuncia. Al contrario, un set di caratteri fonetici è scritto esattamente mentre viene pronunciato, ma con lo svantaggio che lievi differenze di pronuncia introducono ambiguità. Molti sistemi alfabetici come quelli del greco, latino, italiano, spagnolo e finlandese fanno il compromesso pratico di standardizzare il modo in cui le parole sono scritte mantenendo una relazione quasi uno a uno tra caratteri e suoni. Sia l'ortografia inglese che quella francese sono più complicate di così; le combinazioni di caratteri sono spesso pronunciate in più modi, di solito a seconda della loro storia. Hangul, il sistema di scrittura della lingua coreana, è un esempio di una scrittura alfabetica progettata per sostituire l'hanja logogrammatico al fine di aumentare l'alfabetizzazione.
Secondo una ricerca commissionata dal governo, i 3.500 caratteri più comunemente usati elencati nella "Carta dei caratteri comuni del cinese moderno" della Repubblica popolare cinese (现代 汉语 常用 字 表, Xiàndài Hànyǔ Chángyòngzì Biǎo) coprono il 99,48% di due campione di un milione di parole. Per quanto riguarda il caso dei caratteri cinesi tradizionali, 4.808 caratteri sono elencati nella "Carta delle forme standard dei caratteri nazionali comuni" (常用 國 字 標準 字體by) del Ministero dell'Istruzione della Repubblica di Cina, mentre 4.759 nella "Soengjung Zi Zijing Biu" (常用 字 字形 表) dell'Education and Manpower Bureau di Hong Kong, entrambi destinati ad essere insegnati durante l'istruzione elementare e secondaria inferiore. L'istruzione dopo la scuola elementare include non tanti nuovi personaggi quante nuove parole, che sono per lo più combinazioni di due o più caratteri già appresi.

### Caratteri nella tecnologia dell'informazione
L'immissione di caratteri complessi può essere complicata sui dispositivi elettronici a causa di una limitazione pratica nel numero di tasti di input. Esistono vari metodi di input per inserire i logogrammi, suddividendoli nelle loro parti costitutive come con i metodi Cangjie e Wubi per digitare il cinese, o utilizzando sistemi fonetici come Bopomofo o Pinyin in cui la parola viene inserita come pronunciata e quindi selezionata da un elenco di logogrammi corrispondenti. Mentre il primo metodo è (linearmente) più veloce, è più difficile da imparare.
Anche a causa del numero di glifi, nella programmazione e nell'elaborazione in generale, è necessaria più memoria per memorizzare ogni grafema, poiché il set di caratteri è più grande. A titolo di confronto, ISO 8859 richiede un solo byte per ogni grafema, mentre il piano multilingue di base codificato in UTF-8 richiede fino a tre byte. Poiché molti logogrammi contengono più di un grafema, non è chiaro quale sia più efficiente in termini di memoria. Le codifiche a larghezza variabile consentono uno standard di codifica dei caratteri unificato come Unicode per utilizzare solo i byte necessari per rappresentare un carattere, riducendo l'overhead che risulta dalla fusione di set di caratteri di grandi dimensioni con quelli più piccoli.